# Luciano Maia (músico)
Luciano Maia (Porto Alegre, 1981) é um acordeonista brasileiro de jazz. Gravou em 1999 seu primeiro CD, Sonho Novo.
Ao longo de sua carreira, já participou em mais de 80 discos, contabilizando entre CDs solo, parcerias, participações especiais e gravações independentes.

## Prêmios e indicações

### Prêmio Açorianos
| Ano  | Categoria                    | Indicação    | Resultado |
| ---- | ---------------------------- | ------------ | --------- |
| 2000 | Revelação de Música Regional | Luciano Maia | Venceu    |